# Bergtjärnen (Svegs socken, Härjedalen)
Bergtjärnen är en sjö i Härjedalens kommun i Härjedalen och ingår i Ljusnans huvudavrinningsområde.